# Tucze
Tucze [ˈtut͡ʂɛ] (tiếng Đức: Braunsberg) là một ngôi làng thuộc khu hành chính của Gmina Dobra, thuộc quận Łobez, West Pomeranian Voivodeship, ở phía tây bắc Ba Lan. Nó nằm khoảng 7 kilômét (4 mi)   phía đông nam Dobra, 21 km (13 mi) phía tây nam của Łobez và 53 km (33 mi) về phía đông của thủ đô khu vực Szczecin.
Trước năm 1945, khu vực này là một phần của Đức, trong thời gian đó nó được gọi là Braunberg. Sau Thế chiến II, người dân bản địa Đức bị trục xuất và thay thế bằng người Ba Lan. Đối với lịch sử của khu vực, xem Lịch sử của Pomerania.